# Osorno (vulcão)
O vulcão Osorno é um vulcão ativo do tipo estratovulcão situado entre as províncias de Osorno e Llanquihue, na Região de Los Lagos, Chile. O Osorno é conhecido mundialmente como um símbolo da paisagem local e é conhecido também por sua semelhança ao Monte Fuji, situado na ilha Honshu, Japão.
Osorno é um dos vulcões mais ativos dos Andes do sul do Chile, com 11 erupções históricas registradas entre 1575 e 1869. O basalto, o andesito e a lava gerados durante estas erupções alcançaram tanto a província de Llanquihue como o Lago Todos los Santos. As encostas mais elevadas do vulcão são quase totalmente cobertas de geleiras apesar da sua modesta altitude e latitude, sustentadas pela queda de neve substancial do clima muito úmido marítimo típico da região.

## Galeria

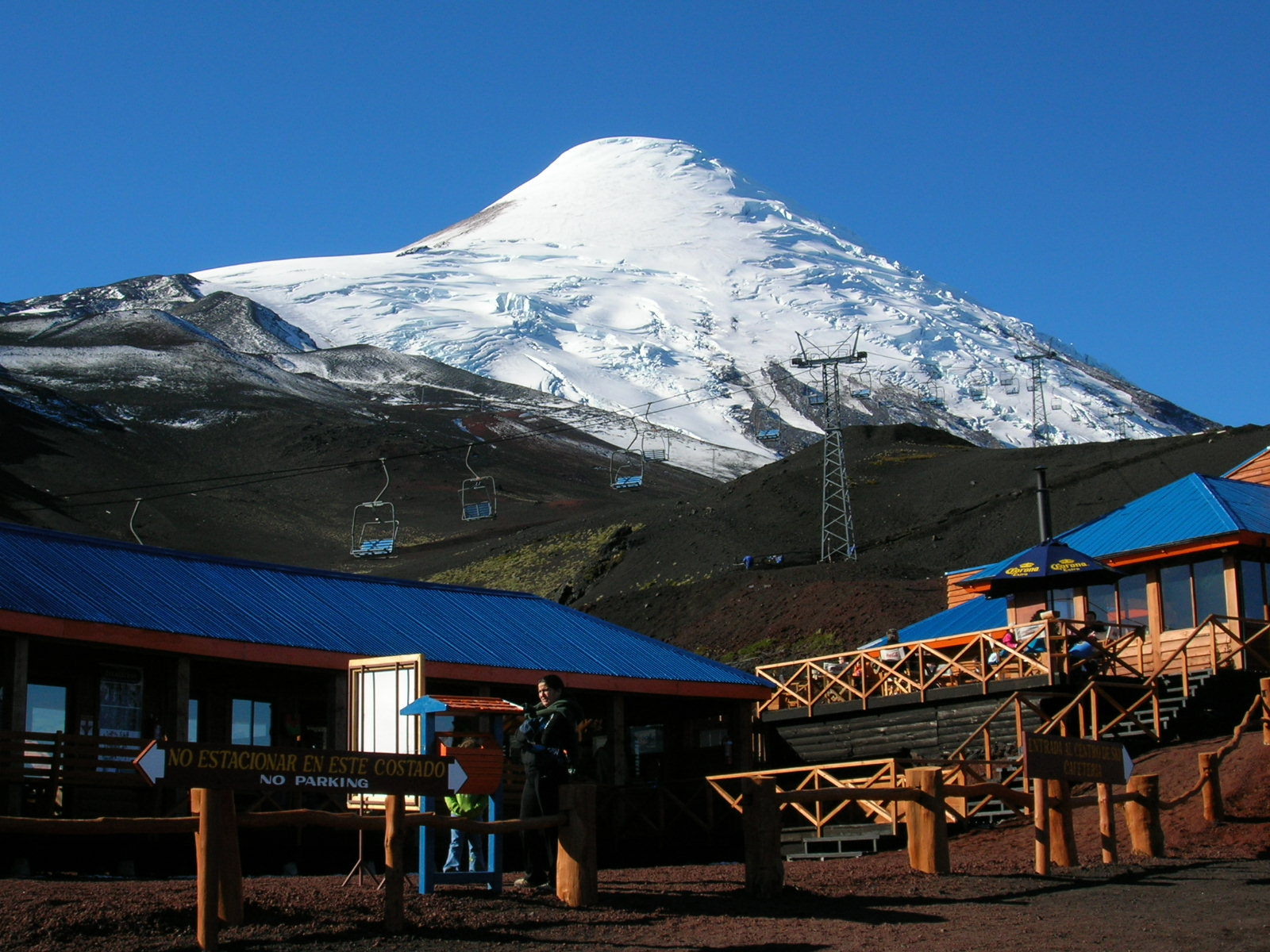
Centro de esqui "La Burbuja".
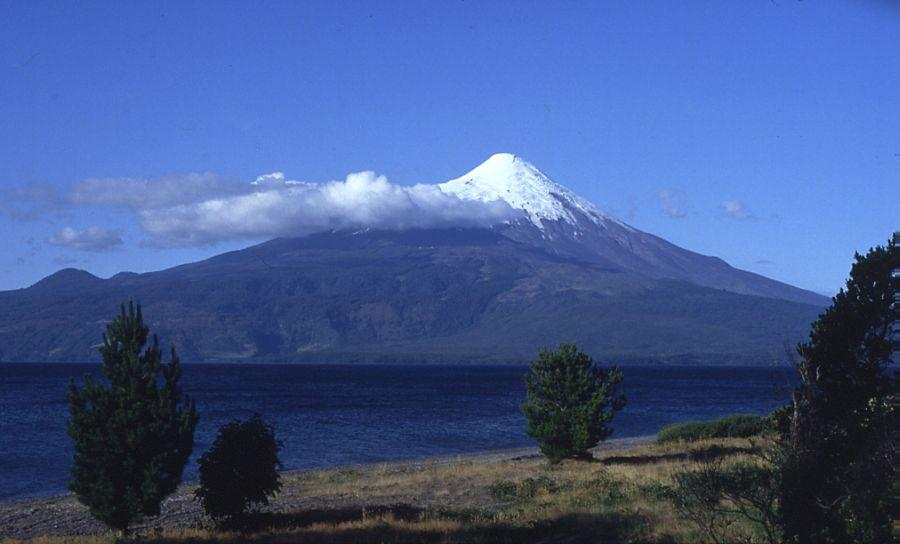
Lago Llanquihue
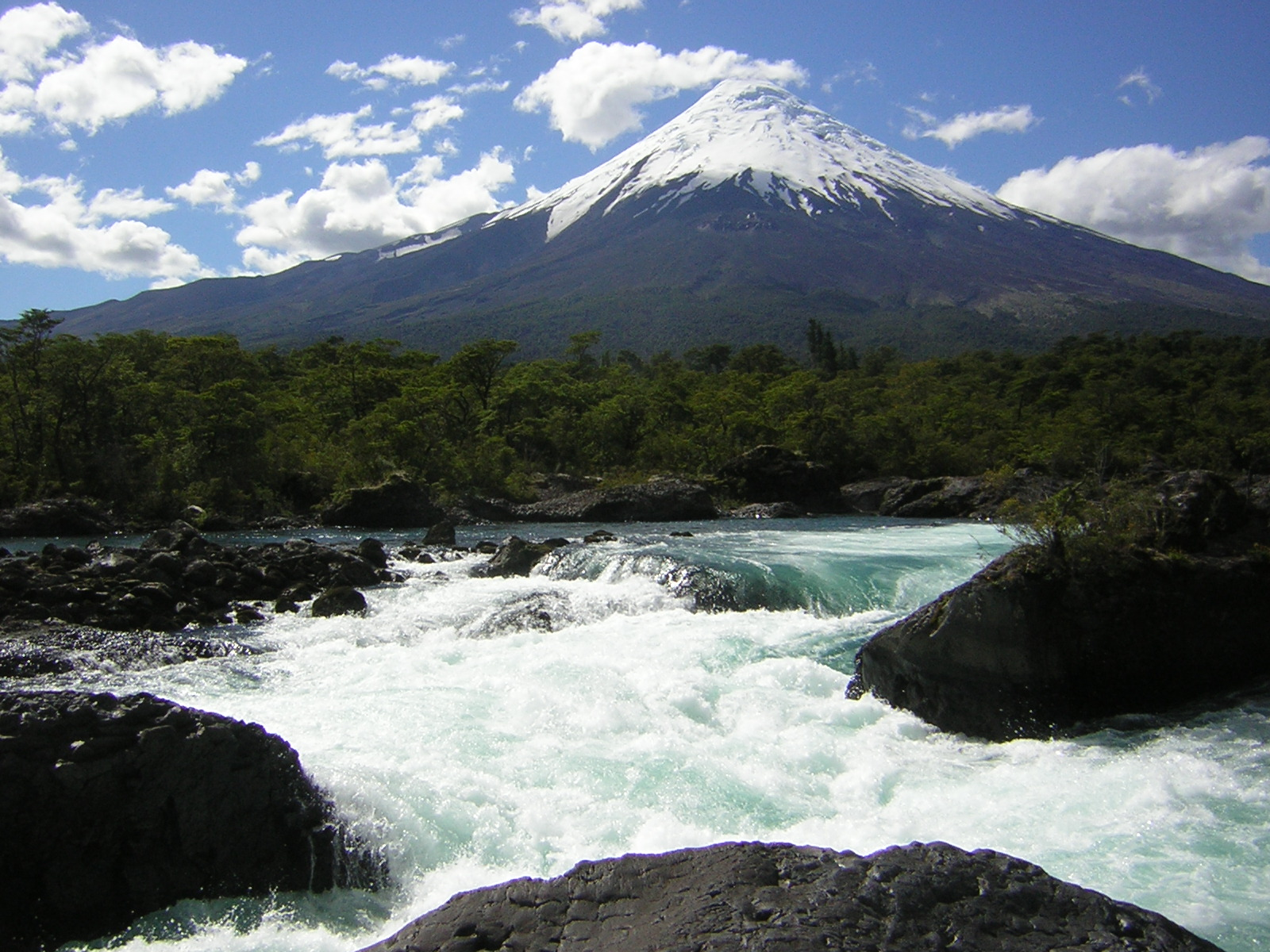
Do Parque Nacional Vicente Pérez Rosales
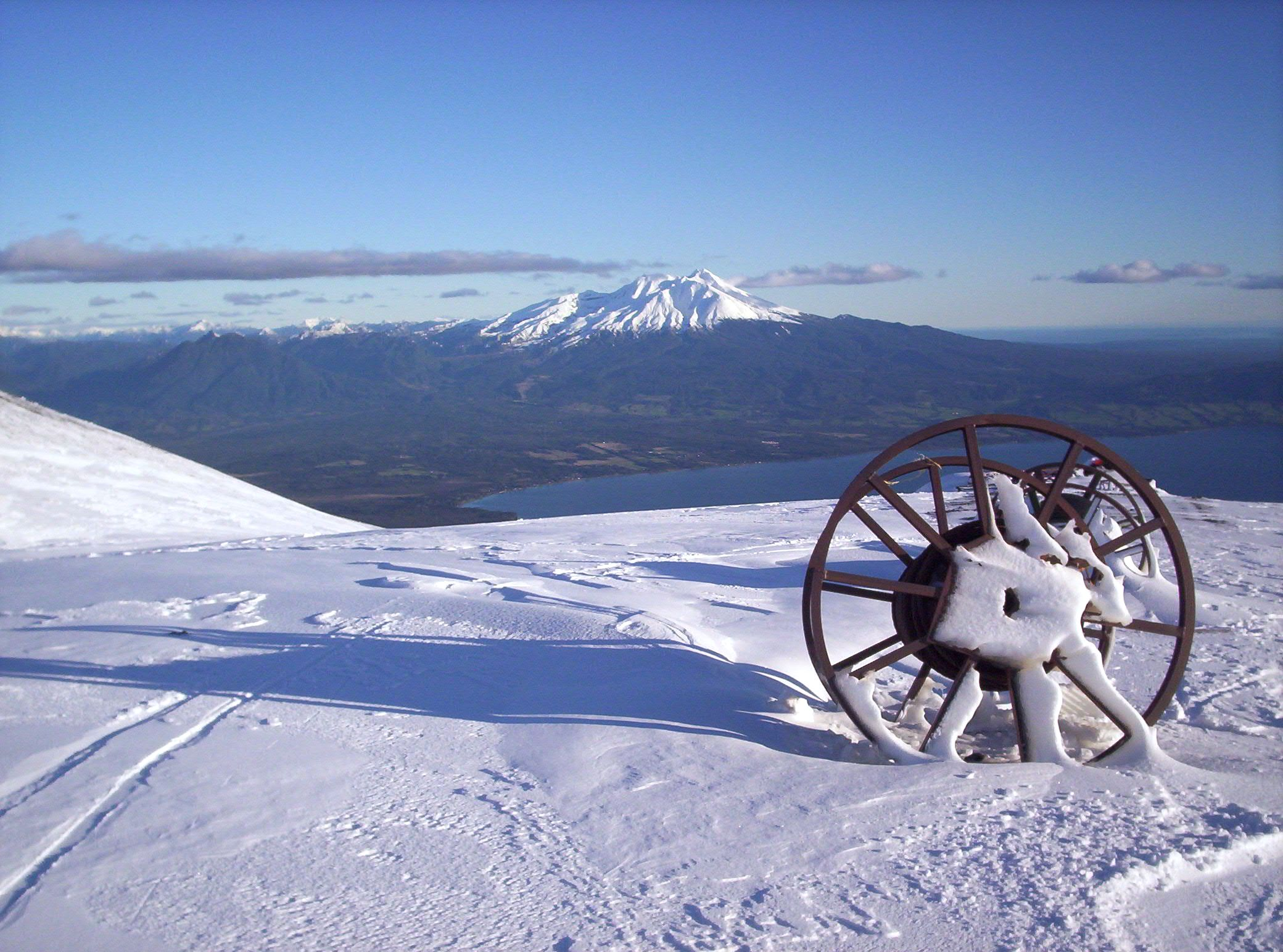
Lago Llanquihue e o vulcão Calbuco, visto do vulcano Osorno